# 林弘宣
林弘宣（1942年9月11日—2015年9月25日），臺灣台中人，黨外運動人士，美麗島事件受難者，曾任陈水扁政府的国策顾问。2015年9月18日，林弘宣被發現因跌倒而昏迷在自家浴室；送醫後，於9月25日凌晨1:38分離世，享壽73歲。

## 早年生活
- 父親林德林，是日本佛教曹洞宗禪師，引進日本僧侶娶妻之風俗，自稱臺灣的馬丁路德。
- 臺灣大學哲學系畢業，曾從事家教和翻譯工作，譯有《瘋子》一書，並服務於兒童福利基金會兼新竹中學教師。
- 1969年考入台南神學院。
- 1977年負笈美國，入新澤西州諸伍大學攻讀神學博士學位。

## 黨外運動
1978年美國與中華民國斷交，他認爲內外危機中臺灣可能被蔣政權出賣，毅然決然地放棄學業隻身返台，任台灣基督長老教會牧師，並於《台灣教會公報》擔任編輯，以長老教會的少壯派神職人員為對象，進行組織工作，並積極參與黨外運動。

## 美麗島事件
1979年，林弘宣任《美麗島雜誌》服務處總幹事。“美麗島事件”後，林弘宣與呂秀蓮、施明德、黃信介、林義雄、姚嘉文、陳菊、張俊宏合稱「八大寇」被依叛亂罪提起公訴，林弘宣當時的辯護律師為張俊雄、李勝雄，最後林弘宣被判處12年徒刑。1986年，林弘宣因為罹患淋巴癌而獲得假釋就醫出獄；出獄後沒有像其他美麗島受難者一樣走向政治路，而是隱居在屏東縣內埔鄉客家莊，平時靠著翻譯書籍為生，過著粗茶淡飯的日子。

## 政治生涯
林弘宣曾受民進黨主席江鵬堅邀請，擔任民進黨仲裁委員（不需具備黨員身份）兩年；新潮流系大老邱義仁也曾邀請林弘宣加入民進黨，不過林弘宣因為對政治沒有企圖心，始終未加入民進黨。1992年，林弘宣以無黨籍身分投入高雄市南區立委選舉，由於嚴重威脅民進黨籍候選人黃昭輝的選情，經過各方有力人士勸說而退選。2000年3月，林弘宣於媒體上刊登巨幅廣告，於總統選舉支持中國國民黨籍候選人連戰，引起昔日的黨外運動戰友一片錯愕、甚至質疑廣告費用的來源。
2005年7月，林弘宣接受當時總統陳水扁聘請，擔任總統府有給職國策顧問。

## 美麗島大審林弘宣的最後陳述
昨天有一位辯護人說：「類似高雄事件而以叛亂罪名起訴，古今中外，史無前例。」被告不同意這個說詞。
　　我請這位辯護人不要忘記大約在一千九百八十年前，誕生在羅馬帝國殖民地猶太省的耶穌在他卅三歲時，因為傳揚愛心、和平、正義、寬恕等福音，而被他同胞中的政治宗教領袖們以涉嫌叛亂抓起來、並提起公訴，控告耶穌意圖領導猶太群眾推翻羅馬帝國。當時官派的猶太省省主席彼拉多公開審判耶穌，但查不出任何犯罪事實和證據，於是把耶穌又交還給那些控告人自行處理。結果，近乎兩千年來被全世界基督教徒所尊敬為救世主的耶穌，被他的同胞以莫須有的叛亂罪名處以十字架的死刑。
　　我舉這件影響人類歷史最深遠的判例，其目的只是要引出耶穌臨死之前所說的一句千古名言，耶穌活生生被釘在十字架上，他的鮮血一滴滴的流著；他非但沒有懷恨任何人，他反而大聲疾呼地說：「我的父，我的上帝，原諒他們，因為他們不知道他們所做的。」被告此刻的心境跟我主耶穌臨死前很接近。我不懷恨非法抓我、侮辱折磨我的治安人員，以及背後主使他們知此去做的任何人。
　　我懇求上帝原諒他們，因為他們不知道他們所做的，我也求上帝安慰一切因本案而正在受苦受難的共同被告及其家人親屬、朋友以及海內外同胞，我同時也求上帝原諒我的一切過錯。
　　最後我求主賜給代表國家執法的庭上在決定判決的關鍵，能夠有聖靈的感動；完全寬恕一切共同被告，並釋放所有因本案而拘押的人。讓我們的政府最高首長蔣經國先生在高雄事件發生後所一再聲明「決心實行民主 ，絕對不走軍事統治」的國策得以彰顯，於是全國百姓耳目一新，從前只是風聞政府一再決心實行民主，如今是親眼從本案看到了，這是我日以繼夜所求、所思的夢；而我相信我的夢會實現，而且會很快實現。
　　藉此機會；我並向所有辯護人、庭上、所有工作人員以及所有旁聽人士，在這些日子來的辛苦、努力、服務和關懷表示由衷的感激和謝意。

## 政治觀點
林弘宣認為，民主是擋不住的潮流，台灣一定會往民主的路走；只是一票一票投出來的民主，也是很粗俗的；台灣民主剛起步，在選舉制度等各面都需要提升品質。
他也認為，台灣法治還不夠成熟；徒有民主，無法治，只是暴民政治；台灣法治需與民主進展齊頭並進。同時政治並非整個社會重心，不應該整天拚選舉，文學藝術調冶也很重要。

## 評價
李敖認為，林弘宣才是真正的美麗島事件的英雄，但他努力的成果被陳水扁等美麗島律師偷走了、掠奪了、搶走了。結果呢，雖然他坐了牢，他整個的努力都泡湯了。
陳真在一篇文章裏提到，妻子林黎琤曾經說，林弘宣不善言語，講話很硬，但心地卻很柔軟，經常惦念著一些受苦的朋友或陌生人，甚至會為這些受苦的人或台灣同胞，徹夜流淚禱告。

## 家族
父：林德林

母：張素瓊

姐：林星華（畫家）

妻：林黎琤（曾任高雄市议员）